# Villiers-sous-Mortagne
Villiers-sous-Mortagne är en kommun i departementet Orne i regionen Normandie i nordvästra Frankrike. Kommunen ligger i kantonen Mortagne-au-Perche som tillhör arrondissementet Mortagne-au-Perche. År 2022 hade Villiers-sous-Mortagne 241 invånare.

## Befolkningsutveckling
Antalet invånare i kommunen Villiers-sous-Mortagne
| Referens: INSEE |